# Кальбе (Нижня Саксонія)
Кальбе (нім. Kalbe) — громада в Німеччині, розташована в землі Нижня Саксонія. Входить до складу району Ротенбург-на-Вюмме. Складова частина об'єднання громад Зіттензен.
Площа — 10,25 км2. Населення становить 606 ос. (станом на 31 грудня 2021).